# Joanna Charlotte Davy
Joanna Charlotte Davy nacida Flemmich fue una naturalista, pintora, y recolectora botánica inglesa.
Fue una figura reconocida en círculos botánicos británicos en la primera mitad del siglo XX; y fue miembro activa en varias sociedades que incluían la Sociedad Botánica de las islas británicas, que la hizo miembro honoraria en 1950. Durante ese periodo fue generalmente conocida como Lady Davy o, en registros formales, Johanna Charlotte Davy.

## Biografía
Nacida en Londres, en febrero de 1865, de Charlotte y John Flemmich, un comerciante, y creció en Roehampton. Después de casarse con James Stewart Davy (1848-1915) en 1886, y vivió en Sussex y Surrey. Su marido era un funcionario implicado en la administración pública de las leyes de pobres quien fue nombrado caballero en 1902. Tuvieron dos niños.

## Botánica a campo
Su mayor interés sobre la flora británica la desarrolló tras mudarse a Copyhold, Cuckfield en 1893. El botánico G. Claridge Druce fue su amigo y visitante frecuente con quien Davy exploraba el campo alrededor de su casa, contribuyendo a numerosos hallazgos de la flora de Sussex. En 1899, se unió a la Wild Flower Society aumentado su interés y contactos con otros entusiastas de la flora. Vivió en Pyrford desde 1909, hasta 1922 que se mudó a West Byfleet, donde mantuvo su "casa abierta" para botánicos de diferentes niveles y edades. Fue una colaboradora regular de los registros de la flora de Surrey.
Recorrió las islas británicas en expediciones de recolecciones botánicas en grupos que a veces dirigía. En un viaje a Escocia con Gertrude Bacon,  descubrieron a Carex microglochin Wahlenb. nunca antes vista en el Reino Unido. Algunos de sus especímenes de plantas se hallan en el Herbario J. E. Lousley de la Universidad de Reading, y otros en Oxford Universidad y Kew Gardens. El Museo de Historia Natural, Londres tiene 48 acuarelas de orquídeas de Davy, en sus colecciones.